# Bruine weduwe
De bruine weduwe (Latrodectus geometricus), ook wel grijze weduwe genoemd, is een spin uit de familie der kogelspinnen. De bruine weduwe kan gevonden worden in delen van het noordoosten en zuiden van de Verenigde Staten, Australië, Zuid-Afrika, Centraal- en Zuid-Amerika, de Caraïben, diverse eilanden in de Stille Oceaan en Cyprus. De oorsprong van deze soort is onbekend, aangezien de verschillende exemplaren in Afrika en Amerika apart werden ontdekt. De spin wordt veelal aangetroffen tussen gebouwen in tropische gebieden en soms op een Zuid-Afrikaans schip. 

## Galerij

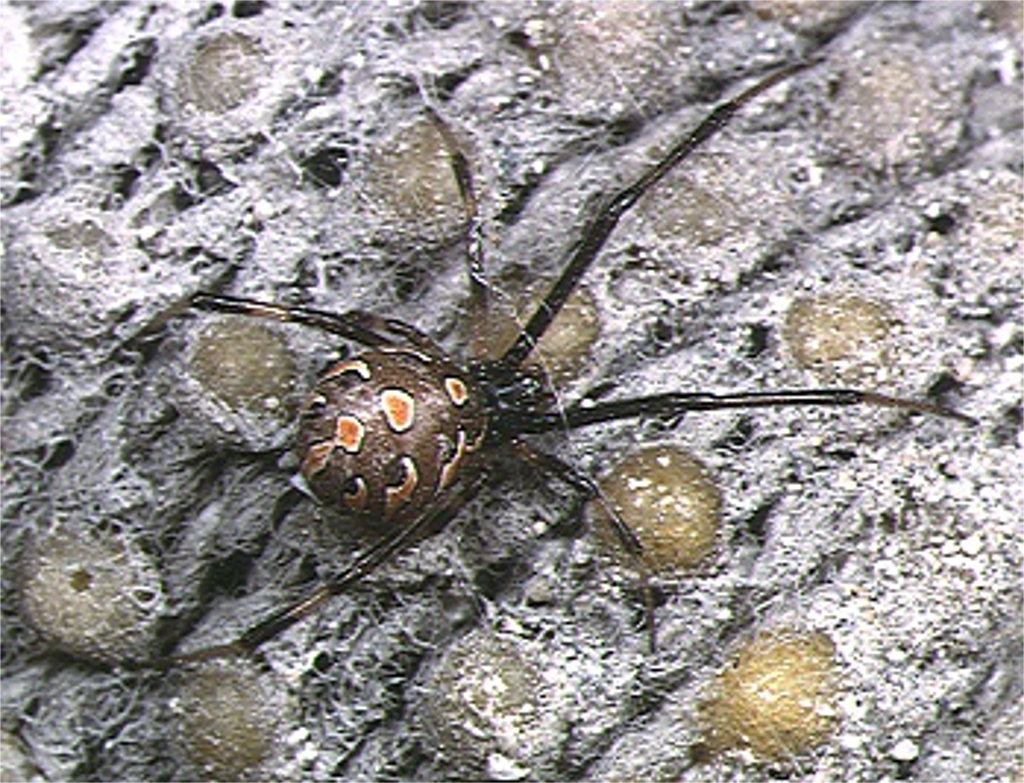
Vrouw, dorsaal
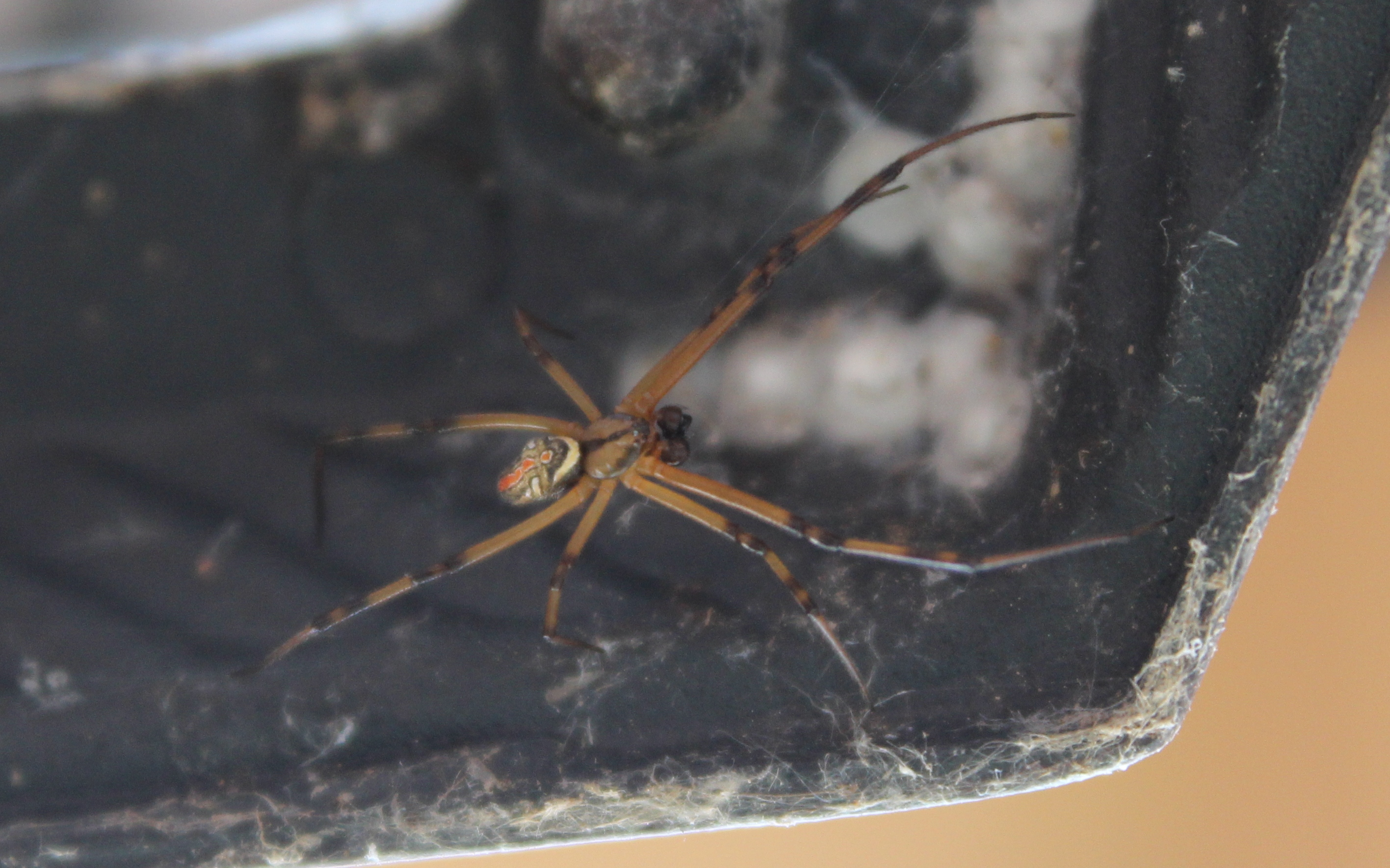
Man, dorsaal
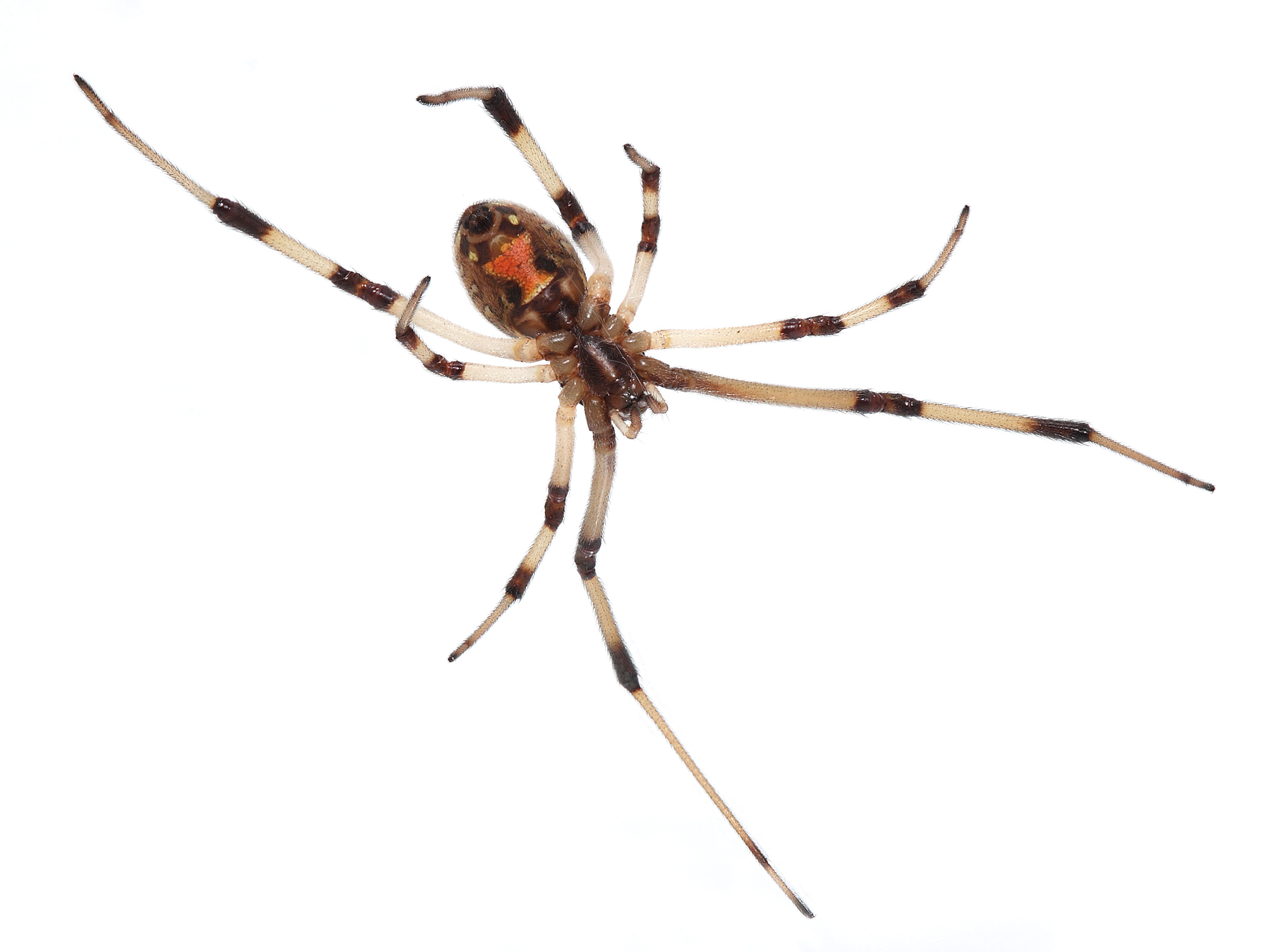
Vrouw, ventraal
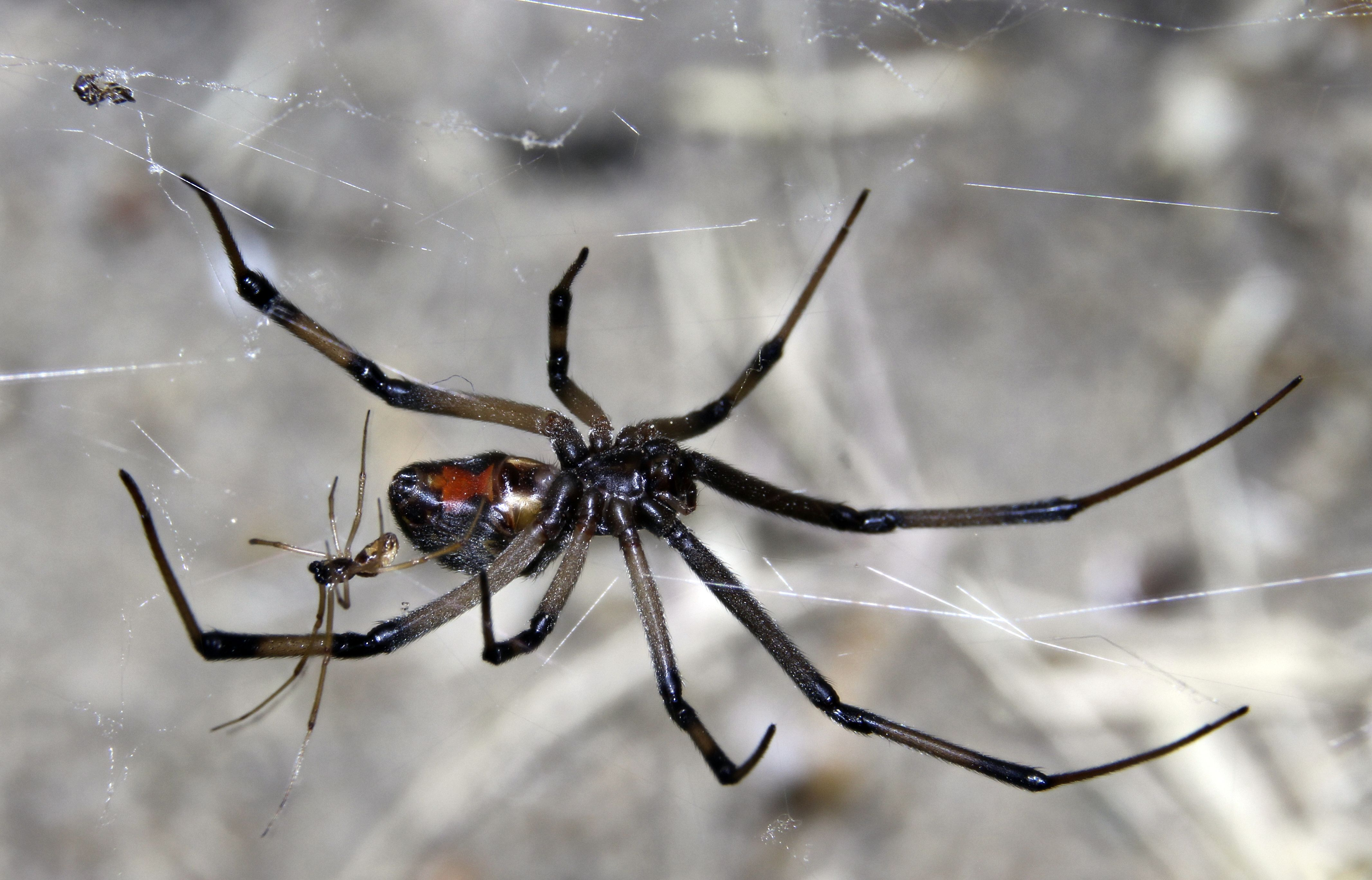
Man en vrouw, ventraal